# Claudie Fayein
Claudie Fayein (1912 – 4 stycznia 2002, Paryż) – francuska lekarka, która pracowała w Jemenie, od lat 50. ściśle związała swe życie z tym krajem.

## Życiorys
Napisała kilka reportażowych książek. Spoczywa na cmentarzu w Vétheuil w Val-d’Oise.
W Polsce popularne były wspomnienia Al Hakima (tytuł oryginalny Une Française médecin au Yémen, wydania polskie 1957, 1959, 1967, przekład Julia Matuszewska, seria Naokoło świata, przekład angielski 1957). Wydano u nas także krótszą książkę z późniejszego okresu Szczęśliwa Arabia (tytuł oryginalny Arabie sans petróle, wyd. polskie 1988, przekład Julia Matuszewska, seria Naokoło świata). Inna jej książka to Yémen (1975).
W 1950 roku Imam Ahmad (król Ahmad bin Yahya) zatrudnił ją na 6 miesięcy w Sanie, by zajęła się jego haremem. Miała wtedy niemal 40 lat, męża, dzieci; realizowała marzenie z dzieciństwa. W Jemenie były wtedy jeszcze tylko 2 inne osoby z zagranicy. Została rok dłużej, do 1952 roku, pracując w szpitalach Sany. Potem nastąpiły liczne dalsze wyjazdy do Jemenu, gdzie stała się znaną osobą. Otrzymała obywatelstwo tego kraju. Brała udział w zakładaniu muzeum w Sanie w 1970 roku, zbierała eksponaty. Popierała socjalistyczny, proradziecki rząd Jemenu Południowego.
W książkach opowiada o swojej pracy, pacjentach, podjętych podróżach medycznych, obyczajach, jedzeniu, ubiorach. Jej popularność mogła wynikać z wyczucia romantyzmu sytuacji, ponieważ obecnie pojawiają się głosy krytyczne (patrz: Wikicytaty), że nie miała specjalnych kwalifikacji jako etnograf, nie przekazała zbyt wiele wiedzy o historii, kulturze.